# Ян Рубеш
Ян Ладіслав Рубеш (6 червня 1920 — 29 червня 2009) — чесько-канадський оперний співак (бас) і актор.

## Життєпис
Ян Рубеш народився у Волине, Чехословаччина, в сім'ї Ружени (уродженої Келнерової) та Яна Рубеша. Незабаром після Другої світової війни він закінчив Празьку консерваторію і співав у Празькому оперному театрі, виконуючи басові партії. У 1948 році він виграв першу премію на Женевському міжнародному музичному фестивалі та наприкінці року емігрував до Канади, щоб продовжити кар'єру в більш широкій сфері. Починаючи співаком у Канадській оперній компанії, він згодом керував та став режисером гастролей, перш ніж перейти на радіо та телебачення, де він став добре відомим як актор та ведучий у Канаді. Він відомий завдяки зображенню патріарха амішів Елі Лаппа у великому фільмі Пітера Вейра «Свідок» та «Ян у D2: Могутні качки».

## Сім'я
22 вересня 1950 року Рубеш одружився з акторкою Сьюзан Даґлас.

## Смерть
29 червня 2009 року Рубеш помер після інсульту в загальній лікарні Торонто.